# 미무 환초

미무 환초

미무 환초(디베히어: މުލަކަތޮޅު, Meemu) 또는 물라쿠 환초(Mulaku)는 몰디브 중부에 위치한 환초로 행정 중심지는 물리이며 인구는 6,459명(2006년 기준)이다. 33개 섬으로 구성되어 있다.